# Charlie McCreevy
Charles "Charlie" McCreevy (irländskt namn: Cathal Mac Riabhaigh), född 30 september 1949, är en irländsk politiker. Han var 2004-2010 EU-kommissionär med ansvar för inre marknaden och tjänster. Han valdes först in i Dáil Éireann för Fianna Fáil som TD (parlamentsledamot) år 1977 och hade denna position för Kildares valkrets (och senare för Kildare North) fram till år 2004, då han blev Irlands EU-kommissionär. Dessförinnan hade han tjänstgjort som socialminister (1992–1993), turism- samt handelsminister (1993–1994) och finansminister (1997–2004).

## Början av hans karriär
McCreevy föddes i Sallins, Kildare, och utbildades i näraliggande Naas CBS och i privatskolan Gormanston Franciscan College.  Han studerade handel vid University College Dublin och blev sedermera en auktoriserad revisor. Hans familjebakgrund är inte iögonenfallande. Hans far, liksom övriga anfäder sedan slutet av 1700-talet, var slussvakter vid Grand Canal, ett arbete som senare skulle fortsättas av hans mor efter faderns död när McCreevy var fyra år gammal. Därför måste han få stipendier för att kunna skaffa sig en högre utbildning.
Hans politiska karriär började när han vann en plats i Kildares valkrets i det irländska parlamentsvalet år 1977, och han kom senare att återväljas i varje efterföljande val ända tills han började sitt arbete inom EU-kommissionen. Mellan år 1979 och 1985 var han också invald i Kildares stadsfullmäktige.

## Relation till Charles Haughey
I valet av ledare till Fianna Fáil år 1979 stödde McCreevy den kontroversielle Charles Haughey, som med knapp marginal valdes. Dock blev McCreevy besviken med den nye taoiseach och hans finansiella principer. I oktober år 1982 begärde McCreevy misstroendevotum om partiledaren, vilket kom att utvecklas till en strid om ledarskapet av Desmond O'Malley. I en öppen omröstning, där förslaget endast stöddes av 21 av hans kollegor, misslyckades misstroendeomröstningen och McCreevy uteslöts under en period från majoritetspartiet. Under kommande år uteslöts O'Malley från själva Fianna Fáil och bildade partiet Progressive Democrats (PDs), vars åsikter anknöt till konservativa ekonomiska riktlinjer. Även om McCreevy ansågs ha åsikter i linje med PD, och dessutom var vän till dess tidigare ledare Mary Harney, valde McCreevy att fortsätta vara medlem i Fianna Fáil där han senare kom att tjäna i  koalitionsregeringar mellan FF och PD.

## Tidiga år som minister
Under sina första år som parlamentsledamot, medan Haughey kvarstod som ledare, innehade McCreevy ingen ministerpost. År 1992 blev Albert Reynolds taoiseach och McCreevy valdes till socialminister. I denna roll är han främst ihågkommen för tolv kostnadsbesparande åtgärder, i vardagligt tal kallade "the dirty dozen" (ungefär de hemska tolv), som visserligen hade små direkta konsekvenser men utgjorde ett stort politiskt problem för hans parti i parlamentsvalet år 1992. År 1993 blev han minister över sport-, konst- och turistfrågor, en ställning han hade ända tills regeringen föll i december 1994. Som oppositionspolitiker och under den nya ledaren för Fianna Fáil, Bertie Ahern, utnämndes McCreevy till finanspolitisk talesman. Från denna position förespråkade han företagande, skattesänkningar och mindre offentliga utgifter. 

## McCreevy som finansminister
År 1997 återvände Fianna Fáil till makten och McCreevy blev finansminister. Hans ämbetsperiod sammanföll i tid med Keltiska tigern-eran, då den irländska ekonomin växte snabbt. Som en person som genomgående framhöll vikten av att minska utgifter och sänka skatter, var han i ett utmärkt läge att tillämpa dessa riktlinjer. År 1999 tillkännagav han den största "bidragsbudgeten" i Irlands historia. Den dramatiska sänkningen av räntor som föregick inträdet i Euro-samarbetet, kombinerat med låg arbetslöshet samt skattesänkningar, ledde till en påtagligt ökad inflation. Hans budget för år 1999 innehöll även "individualiseringsåtgärder", för att minska skatteskillnaden som främst drabbade gifta kvinnor som valt att arbeta. 
Under hans tid som finansminister genomförde han många förändringar för att förenkla skattesystemet, och var föreståndare över Irlands inträde i EMU och senare övergång till Euro. Under det tidiga 2000-talet, då Irlands ekonomiska tillväxt avstannade, behöll han en strikt kontroll över ökningen av statens utgifter. Detta följde efter det att han ökade statens utgifter de senaste tre åren. Han bibehöll ett markant budgetöverskott under sina sju år som finansminister, samtidigt som han sänkte skatterna, utökade den offentliga sektorn och utbildningssektorn samt ökade pensionerna samtidigt som investeringarna i infrastrukturen ökade till 5 procent av BNP. Arbetslösheten minskade från 10 procent till 4,4 procent. Tillväxttakten i den reala BNP minskade dock stadigt, från toppnoteringen 11 procent år 1997 till strax över 4 procent år 2004. Ökningen av reala BNP över hela den aktuella tidsperioden var den i medeltal absolut högsta för något västeuropeiskt land. Inflationen ökade från 1,5 procent under 1997 till 5,5 procent år 2000, innan den stadigt minskade till strax över 2 procent för år 2004.
Den talföre McCreevy gav ibland kommentarer som inte höll sig till partilinjen, vilka gav upphov till kontroverser. Till exempel refererade McCreevy en gång till den irländska sjukvårdsapparaten som ett "svart hål", och kallade det ursprungliga irländska förkastandet av Nice-fördraget som "ett tecken på en sunddemokrati". McCreevy fick också varningar från Europeiska kommissionen, som påstod att hans skattelättnader på £2 miljarder skulle öka inflationen och skada den irländska ekonomin.
Under år 2008, då Irland drabbades av recession, kallades McCreevy för den värsta finansministern i Irlands historia, och förklarades vara en av orsakerna till att den globala finanskrisen drabbade Irland särskilt hårt på grund av hans milda reglering av det finansiella systemet.
Tidigare taoiseach Garret FitzGerald har kopplat samman Irlands grava ekonomiska tillstånd under år 2009 med en följd av "synnerligen grava" felaktigheter i regeringens riktlinjer, orsakade av dåvarande finansminister McCreevy som under åren 2000 till 2003 ökade de offentliga utgifterna med 48 procent samtidigt som inkomstskatten sänktes.

## McCreevy som EU-kommissionär
År 2004 utnämndes McCreevy av regeringen till ersättare för David Byrne som Irlands EU-kommissionär och tilldelades ansvar för den inre marknad och tjänster. Under hearingen om hans lämplighet som kommissionär beskrev ledamöter av Europaparlamentet honom som "flexibel och avslappnad", då han gav svar som var rakt på sak med ett uppfriskande och engagerande sätt. Han informerade även dem om att han hade lobbat för ratifikationen av varje europakonvention sedan år 1972.
Han beskriver sitt arbetssätt inom hans område på följande sätt:

Ni kommer att finna att jag är redo att möta, diskutera med, lyssna på och argumentera kring hur man bäst levererar de verkliga fördelarna av en intern marknad till våra medborgare. EU kommer att möta enorma utmaningar den kommande perioden, för vilka vi alla måste finna en gemensam ståndpunkt. Jag vill att våra riktlinjer ska visa att EU vill något konkret och positivt för Europas befolkning
McCreevy är ansvarig för tjänstedirektivet som är tänkt att åstadkomma full konkurrens i tjänstesektorn över hela EU. Detta är tämligen svårt att konkret utföra. Det är också mycket impopulärt, politiskt sett, i stora länder med hög arbetslöshet såsom Frankrike, Tyskland och Italien. McCreevys beslutsamhet att genomföra detta har orsakat många konflikter. McCreevy själv kunde inte se varför nivån av konkurrens som direktivet eftersträvade måste jämkas. McCreevys ståndpunkt var att brist på konkurrens skadar konsumenter mer än det gynnar någon.
Hans prestationer kan vara mindre goda när man tar hänsyn till hans roll, i förhållande till dem han adresserar.

Charlie McCreevy fick ett kyligt mottagande av brittiska affärsmän vid en middag i London nyligen. Som hedersgäst vid Association of Corporate Treasurers' årliga middag, där över 1 500 finansmän deltar, gjorde McCreevy en fruktansvärd missbedömning av sin publik. Brittiska affärsmän som misstycker om EU:s byråkrati är inte på humör för att lyssna på utläggningar om Bryssels "milda handlag", eller att dess regelverk är "i bästa klass", men det var vad McCravy sade. 
McCreevy har anslutit sig till de största skivbolagens försök att utöka copyright-tiden från 50 år till 90 år, till europeiska konsumenters nackdel.

## Northern Rock-krisen
I oktober 2007 påstod McCreevy, när han kommenterade Northern Rock Banks förlust av investerarnas förtroende, att regelverket kring banker i England, som tvingar banker att låta investerarna granska dem, orsakade paniken. Han sa att om insynen i bankernas förehavanden vore begränsad så skulle problemet ha undvikits.

## Ratifikationen av Lissabonfördraget år 2008
Enligt irländsk grundlag krävs en folkomröstning om grundlagen ska justeras, till exempel vid en stor förändring som Lissabonfördraget. När McCreevy intervjuades före folkomröstningen, sade han att han inte hade läst fördraget själv även om han förstod och stödde det:
"Jag tror inte det finns någon i det här rummet som har läst det från pärm till pärm. Jag förväntar mig inte att vanliga irländska medborgare kommer att sitta ned och tillbringa timmar på att läsa avsnitt om underavsnitt som refererar till andra artiklar och underartiklar, men tillräcklig analys har gjorts och personer har satt ihop en konsoliderad textsom är mycket enkel att läsa... Vem som än tänker att vi kan fortsätta att tackla akuta problem utan att strömlinjeforma beslutsprocessen nu när EU:s expansion både har blivit verklig och ofrånkomlig, misslyckas med att se verkligheten."
Folkomröstningen hölls den 12 juni och utfallet blev att irländarna avvisade fördraget.
McCreevy kritiserades därefter hårt i Europaparlamentet av socialisternas ledare, Martin Schulz, som den 17 juni 2008 krävde att Charlie McCreevy skulle avskedas från sitt ämbete som EU-kommissionär. Schulz felciterade dock McCreevy något, när Schulz påstod att han hade bidragit till Irlands nej till fördraget genom kommentarer under valkampanjen om att ingen "frisk människa" skulle läsa dokumentet.

"Den här mannen åker till Irland och säger att han inte har läst fördraget och talar om för folk att det inte finns någon anledning att läsa det", sade Schulz under en hetsig debatt i Europaparlamentet i Strasbourg idag om valet."
McCreevy var inte ensam om detta. Det rapporterades att Brian Cowen, Taoiseach vid den aktuella tidpunkten, inte hade läst hela fördraget.